# 몬테네그로의 공휴일
몬테네그로의 공휴일은 다음과 같다. 다음의 공휴일 외에도 무슬림 공휴일이 있다.
| 날짜                  | 공휴일 이름      | 비 고                |
| --------------------- | ---------------- | -------------------- |
| 1월 1일 ~ 1월 2일     | 새해 첫날 연휴   |                      |
| 1월 6일               | 크리스마스 이브  | 동방 정교회 기준     |
| 1월 7일 ~ 1월 8일     | 크리스마스 연휴  | 동방 정교회 기준     |
| 3~4월 중(이동)        | 성금요일         |                      |
| 3~4월 중(이동)        | 부활절           |                      |
| 5월 1일 ~ 5월 2일     | 노동절 연휴      |                      |
| 11월 1일              | 모든 성인 대축일 | 로마 가톨릭교회 기준 |
| 12월 24일             | 크리스마스 이브  | 로마 가톨릭교회 기준 |
| 12월 25일 ~ 12월 26일 | 크리스마스 연휴  | 로마 가톨릭교회 기준 |